# Katarsis

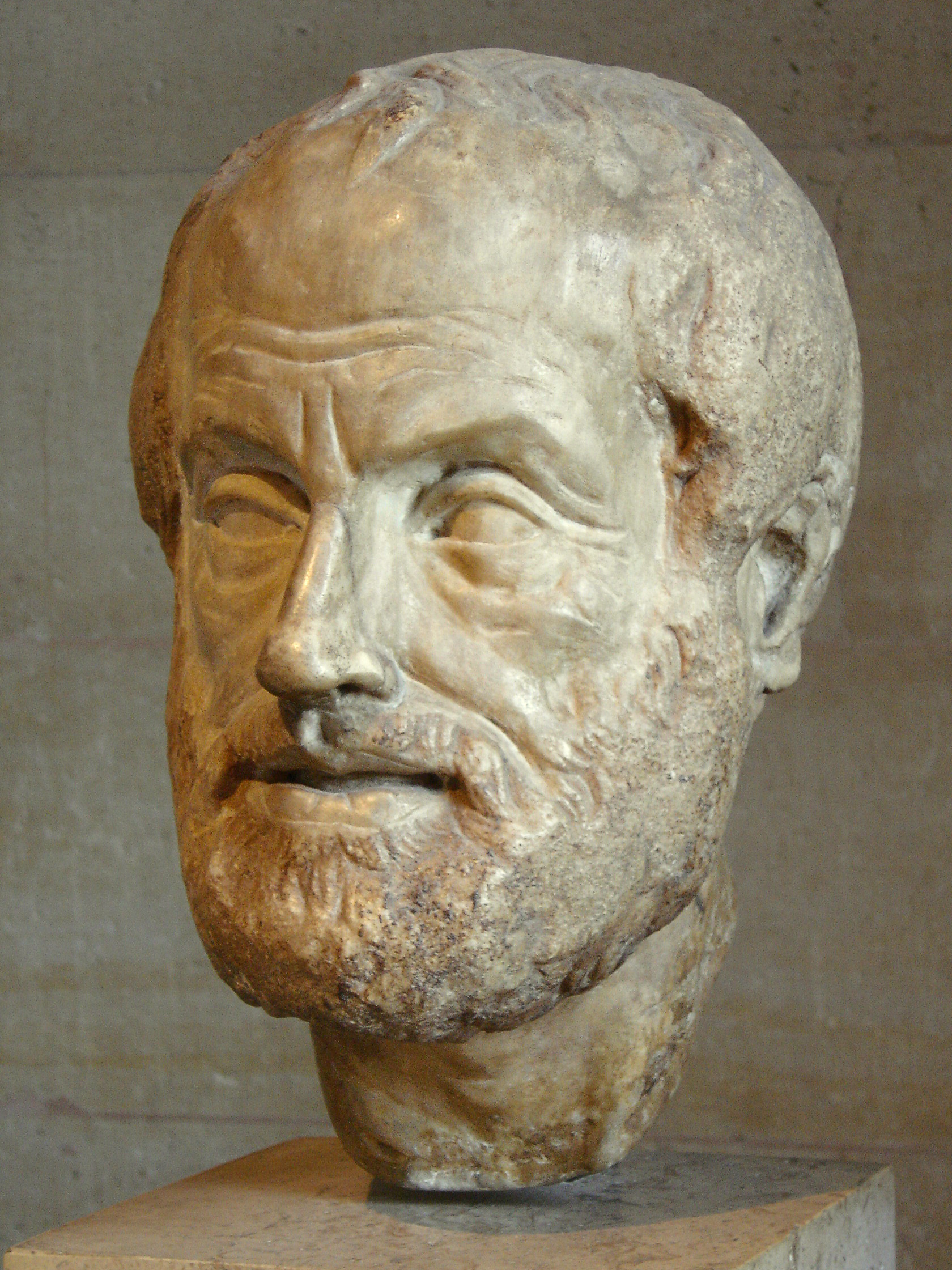
Aristoteles i Louvren, Paris.

Katarsis (även katharsis, från grekiska κάθαρσις) är ett grekiskt ord med betydelsen "rening" eller "rensning", härlett från verbet καθαίρειν, kathairein, "att rena, rensa" och är besläktat med adjektivet καθαρός, katharos, "ren". Begreppet användes av Aristoteles som menade att tragedin renar oss. Katarsis är definitionsmässigt det plötsliga känslomässiga klimax eller sammanbrott bestående av en överväldigande känsla av förnyelse, av nytt liv. Begreppet 'katarsiseffekt' används också ofta för att sätta prägel på de samlade känslorna efter en emotionell upplevelse. 
Inom psykoanalysen talar man om kathartisk metod för att beskriva en omvälvande och helande insikt hos analysanden. Metoden innebär att patienten, ibland under hypnos, återupplever och avreagerar sig de känslor, som förknippas med en tidigare bortträngd, traumatisk upplevelse.
Betoningen av katharsis har med tiden minskat inom psykoanalysen. I andra psykoterapeutiska metoder har den dock fått förnyad aktualitet, inklusive i primalterapi.